# (70) Панопея
(70) Панопея (лат. Panopaea) — астероид главного пояса, который принадлежит к тёмному спектральному классу C и входит в состав семейства Эвномии. Он был открыт 5 мая 1861 года немецким астрономом Германом Гольдшмидтом с помощью 4-дюймового телескопа, расположенного на шестом этаже его квартиры в Латинском квартале Парижа, и назван в честь Панопеи, дочери Нерея в древнегреческой мифологии. Имя было предложено британским астрономом Робертом Мэном — президентом Британского королевского астрономического общества.

Орбита астероида Панопея и его положение в Солнечной системе
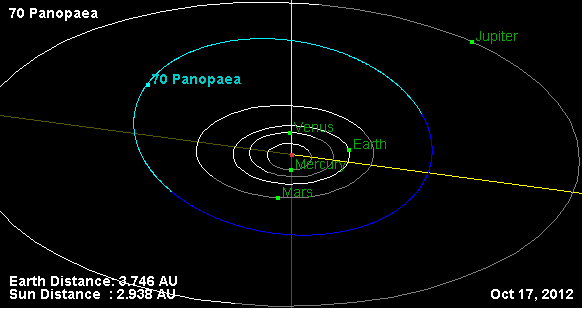
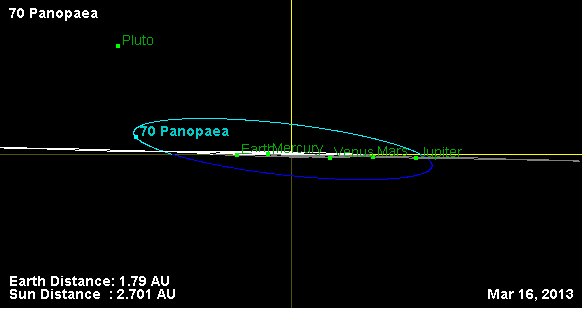